# Pašman
Pašman é uma ilha e um município (Općina) da Croácia localizado no Mar Adriático, condado de Zadar.